# Liesveld (município)

Bandeira de Liesveld

Liesveld é um antigo município no oeste dos Países Baixos, na província da Holanda do Sul e na região de Alblasserwaard. O município tinha uma população de 9 810 habitantes (2006), e abrangia uma área de 44,44 quilômetros quadrados, dos quais 3,37 quilômetros quadrados de água. Schoonhoven pertence ao município de Molenwaard desde o ano de 2013.

## História
O município de Liesveld foi fundado em 1 de janeiro de 1986 pela fusão dos antigos municípios de Groot-Ammers, Langerak, Nieuwpoort e Streefkerk.